# Saba Riba
Saba Riba is een bestuurslaag in het regentschap Padang Lawas van de provincie Noord-Sumatra, Indonesië. Saba Riba telt 842 inwoners (volkstelling 2010).